# ハグロトンボ
ハグロトンボ（羽黒蜻蛉、Calopteryx atrata）は、カワトンボ科のトンボ。別名ホソホソトンボ。

## 分布
東アジア（日本、朝鮮半島、中国、ロシア）、北米に分布する。日本国内では東北・本州・四国・九州に分布する。北海道にも分布が拡大している可能性がある。

## 特徴

### 成虫
成虫の体長は 57-67mm、後翅長 35-44mm ほどで、トンボとしてはやや大型。雌の方が雄より若干大きいが、大差はない。翅が黒いのが特徴で、斑紋はなく、雄は体色が全体的に黒く緑色の金属光沢があるのに対し、雌は黒褐色である。他のトンボのように素早く飛翔したりホバリングしたりせず、チョウのようにひらひらと舞うように羽ばたく。その際、パタタタ……と翅が小さな音を立てる。どこかに留まって羽根を休める際もチョウのように羽根を立てた状態で、四枚の羽根を重ねて閉じるという特徴がある。

### 幼虫
幼虫（ヤゴ）は体長22～26mmほどで、体色は淡い褐色である。

## 生態
成虫は5～10月頃まで見られ、とくに7～8月に多い。主に平地から低山地のヨシなどの抽水植物や、エビモ、バイカモなどの沈水植物などが茂る緩やかな流れに生息する。幼虫は、おもに夜半から早朝にかけて、挺水植物などに定位して6～7月頃に羽化する。羽化後の若い個体は薄暗いところを好み、水域から離れて林の中で生活するが、成熟すると再び水域に戻り、明るい水辺の石や植物などに止まり縄張りを張る。交尾後、雌は水面近くの水中植物に産卵する。

## 絶滅危惧
日本においては、地域によっては絶滅危惧種にも指定されているように、例えば東京都では絶滅危惧Ⅱ類、青森県では準絶滅危惧種などと、個体数が少なくなっている地域も存在する。

## 類似種
奄美大島、徳之島、沖縄本島には本種によく似たリュウキュウハグロトンボ Matrona basilaris japonica があるが、この種はタイワンハグロトンボの亜種であり、属のレベルで異なる。

## ギャラリー
|                          |                            |
| 雄、腹部が緑色をしている | 雌、腹部が黒い色をしている |

|      |                  |
| 翅脈 | 羽を広げたところ |